# Mausoleum im Schlosspark Pietzpuhl

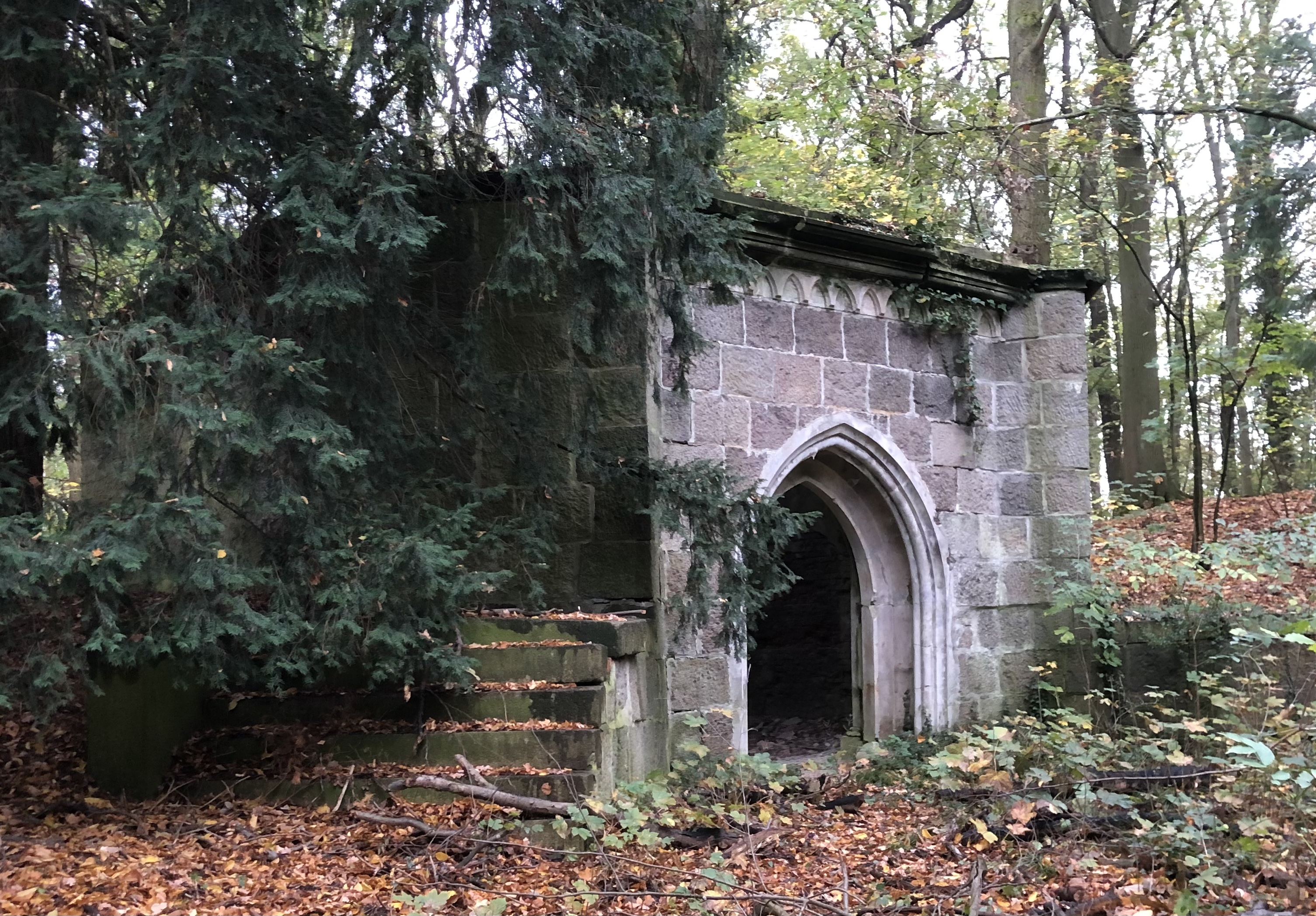
Mausoleum

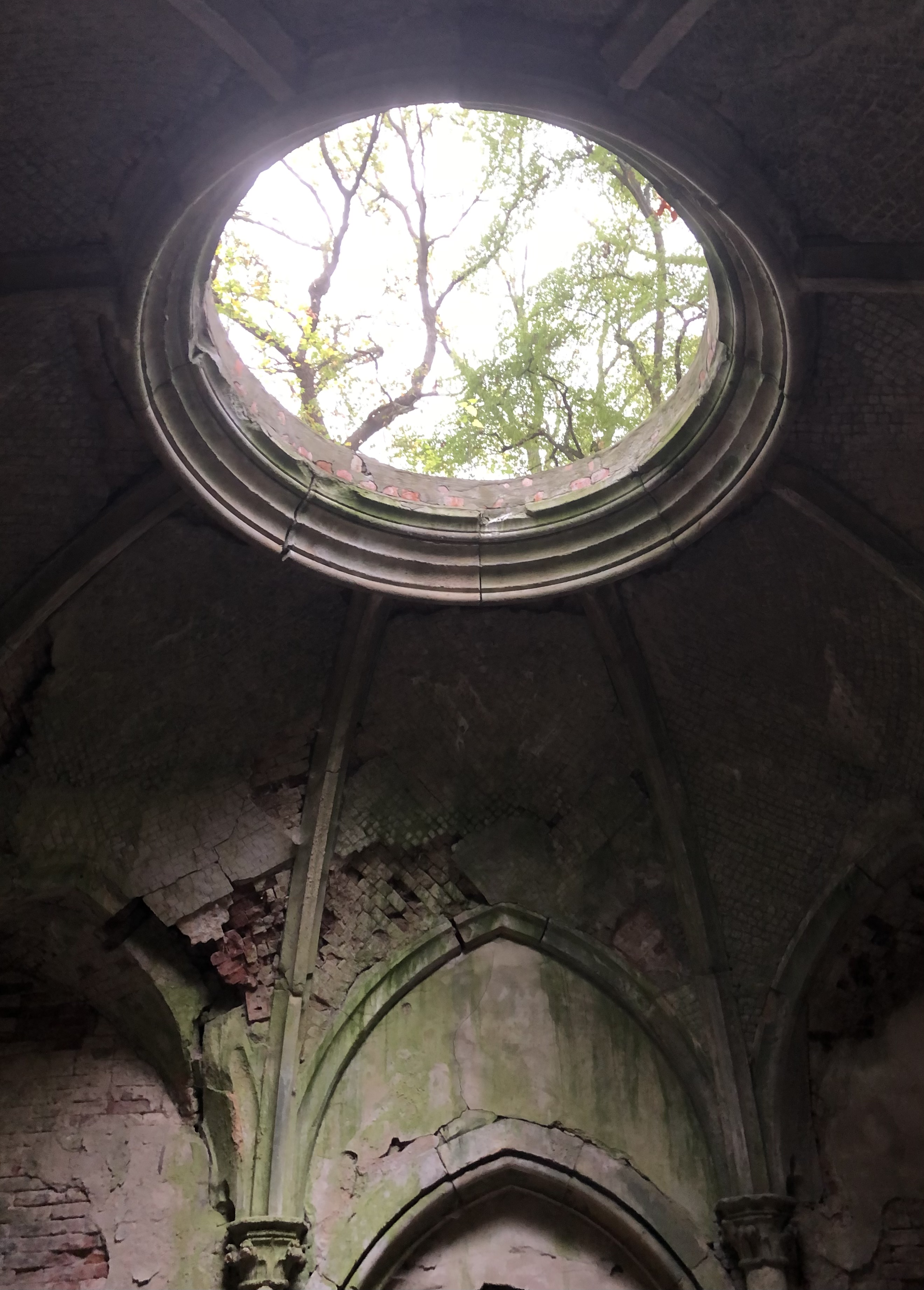
Das Innere des Mausoleums

Das Mausoleum im Schlosspark Pietzpuhl ist ein denkmalgeschütztes Mausoleum im zur Gemeinde Möser in Sachsen-Anhalt gehörenden Dorf Pietzpuhl.

## Lage
Das Mausoleum befindet sich südlich von Pietzpuhl im südöstlichen Teil des Schlossparks Pietzpuhl nahe einer Schleife eines durch den Park verlaufenden Grabens.

## Architektur und Geschichte
Das Mausoleum wurde im Stil der Neogotik mit Quadermauerwerk errichtet. Der Grundriss des Gebäudes ist quadratisch, die abgeschrägten Ecken sind als Strebepfeiler ausgeführt. Im Inneren wird das Mausoleum von einem Rippengewölbe überspannt. Das Gewölbe ruht auf im Achteck angeordneten Säulen und schließt oben in einem Opaion ab. Ursprünglich befand sich auf dem Mausoleum eine Laterne, die jedoch in den 1950er Jahren abbrannte. Sie wurde in den 1980er Jahren durch ein Notdach ersetzt. Aktuell (Stand 2022) ist jedoch kein Dach vorhanden.
Im örtlichen Denkmalverzeichnis ist das Mausoleum unter der Erfassungsnummer 094 05556 als Baudenkmal verzeichnet.